# Abd-ar-Rabb (nom)
Abd-ar-Rabb és un nom masculí teòfor àrab islàmic (àrab: عبد الرب, ʿAbd ar-Rabb) que literalment significa ‘Servidor del Senyor’, essent «el Senyor» un atribut de Déu. Si bé Abd-ar-Rabb és la transcripció normativa en català del nom en àrab clàssic, també se'l pot trobar transcrit Abdul Rabb... normalment per influència de la pronunciació dialectal o seguint altres criteris de transliteració. Com a teòfor, també el duen musulmans no arabòfons que l'han adaptat a les característiques fòniques i gràfiques de la seva llengua.